# سیارک ۱۷۵۲۱
سیارک ۱۷۵۲۱ (به انگلیسی: 17521 Kiek، نامگذاری:1993BR4) هفده هزار و پانصد و بیست و یکمین سیارک کشف شده‌است که در ۲۷ ژانویه ۱۹۹۳ کشف شد.
قدر مطلق سیارک برابر ۱۹.۵ است.